# Nicastrina
La nicastrina, también conocida como NCSTN, es una proteína codificada en humanos por el gen ncstn.
La nicastrina es uno de los compoentes del complejo proteico que conforma la secretasa gamma, la cual es una de las proteasas implicadas en el procesamiento de la proteína precursora amiloidea (APP) para dar lugar a al péptido amiloide beta asociado a la enfermedad de Alzheimer. Las otras proteínas del complejo son las presenilinas APH-1 y PSEN2, que son el componente catalíticamente activo del complejo. La nicastrina no es catalíticamente activa por sí misma, sino que en su lugar promueve la maduración y el correcto procesamiento de otras proteínas en el complejo, todas las cuales sufren modificaciones postraduccionales significativas antes de volverse activas en la célula. La nicastrina también ha sido identificada como un regulador de la neprilisina, una enzima implicada en la degradación del fragmento beta amiloide.

## Historia
La nicastrina fue bautizada en nombre del pueblo italiano Nicastro, reflejando así el hecho de que la enfermedad de Alzheimer fue descrita en 1963 después de llevar a cabo un estudio de una extensa familia originaria del pueblo de Nicastro que padecían la variante familiar de esta enfermedad.

## Interacciones
La nicastrina ha demostrado ser capaz de interaccionar con:
- PSEN1[8][9][10][11][3]
- PSEN2[11][3]